# Hyacinthoides reverchonii
Hyacinthoides reverchonii là một loài thực vật có hoa trong họ Măng tây. Loài này được (Degen & Hervier) Speta mô tả khoa học đầu tiên năm 1987.